# سيتي الثاني
كان سيتي الثاني (أو سيثوس الثاني) الملك الخامس من الأسرة التاسعة عشرة في مصر والذي كان ابنًا لكل من مرنبتاح وإست نفرت الثانية والذي حكم من 1203 ق.م إلى 1197 ق.م. كان اسم العرش الخاص به هو «وسر خبرو رع ستب إن رع» والذي يعني «قوية هي تجليات رع، المختار من رع». تعامل مع العديد من المؤامرات الخطيرة، وأهمها صعود ملك منافس يدعى أمن مسه، وربما يكون أخًا غير شقيق له، واستولى على طيبة والنوبة في صعيد مصر خلال سنوات حكمه الثانية إلى الرابعة.

## الصراع على العرش
يتضمن الدليل الذي يشير إلى أن أمن‌ مسه كان معاصرًا مباشرًا لحكم سيتي الثاني -بدلًا من سلفه المباشر- حقيقة أن مقبرة سيتى الثاني الملكية في طيبة خُرّبت عمدًا، ومُسحت العديد من أسماء سيتى الملكية بعناية خلال عهده. أصلح أعوان سيتي الثاني المحو لاحقًا. وهذا يشير إلى أن عهد سيتي الثاني في طيبة انقطع بصعود منافسه: الملك أمن‌ مسه في صعيد مصر. ثانياً، أوضح الباحث الألماني فولفغانغ هيلك أنه لم يُشهد على حكم أمن‌ مسه في صعيد مصر إلا ببعض الشقفات الحجرية من العام الثالث وواحدة من العام الرابع؛ لاحظ هيلك أيضًا أنه لم تُنسب أي شقفة حجرية من السنة الأولى أو السنة الثانية من دير المدينة إلى عهد أمن‌ مسه. وهذا يتفق تمامًا مع الأدلة الواضحة على سيطرة سيتي الثاني على طيبة في أول عامين له، وتشهد مختلف الوثائق والبرديات على ذلك. وعلى النقيض من ذلك، غاب سيتي الثاني عن مصر العليا خلال عاميه الثالث والرابع، وهما غير مشهود عليهما ومفترضان افتراضًا، بسبب سيطرة أمن‌ مسه على المنطقة خلال هذه الفترة.
أخيرًا والأهم، من المعروف أن رئيس عمال دير المدينة المدعو نفرحوتب، قُتل في عهد الملك أمن‌ مسه بأمر من المدعو «مسي» الذي كان إما أمن‌ مسه نفسه أو أحد أعوانه، وفقًا للأوراق القديمة. وشُهد على عمل نفرحوتب في قائمة سجل العمل في الشقفة الحجرية إم إم إيه 14.6.217، التي سجلت أيضًا اعتلاء سيتي الثاني العرش وأعيد استخدامها في وقت لاحق لغياب عمال التسجيل في عهد الملك. إذا كان عهد سيتي الثاني الذي دام ست سنوات يتبع حكم المغتصب أمن ‌مسه، فلن يذكر رئيس العمال في وثيقة تعود إلى بداية عهد سيتي الثاني لأن نفرحوتب سيكون مات مسبقًا. يشير هذا إلى أن عهدي أمن‌ مسه وسيتي الثاني يتداخلان جزئيًا مع بعضهما البعض ويشير إلى أن كلا الحاكمين كانا خصمين يتصارعان على عرش مصر.
خلال سنوات الحكم من الثانية حتى الرابعة من عهدي أمن ‌مسه/سيتي الثاني المتوازيين، كان لأمن‌ مسه اليد العليا وسيطر على صعيد مصر والنوبة. وأمر بتخريب مقبرة سيتي الثاني في وادي الملوك. قبل عامه الخامس، هُزم أمن‌ مسه على يد منافسه سيتي الثاني، الذي كان الوريث الشرعي للعرش لأنه كان ابن مرنبتاح. أطلق سيتي الثاني بدوره حملة دامناتيو ميمورياي (لعن الذكرى) على جميع النقوش والآثار التي تعود إلى كل من أمن‌ مسه وكبار مؤيديه في طيبة والنوبة، ومنهم خايمتر، نائب الملك السابق على كوش، الذي كان وزير أمن ‌مسه. مسح أعوان سيتي الثاني كل المشاهد والنصوص من كي في 10، المقبرة الملكية لأمن ‌مسه. ومُسحت مشاهد الوزير خايمتر في النوبة (التي نُقشت عندما كان نائب الملك على كوش) تمامًا لدرجة أنه عندما نُشرت مقالات رولف كراوس ولبيب حبشي في سبعينيات القرن العشرين، كان عمله كنائب الملك مجهولًا تمامًا، وهذا ما لاحظه فرانك ج. يورك.

## عهده

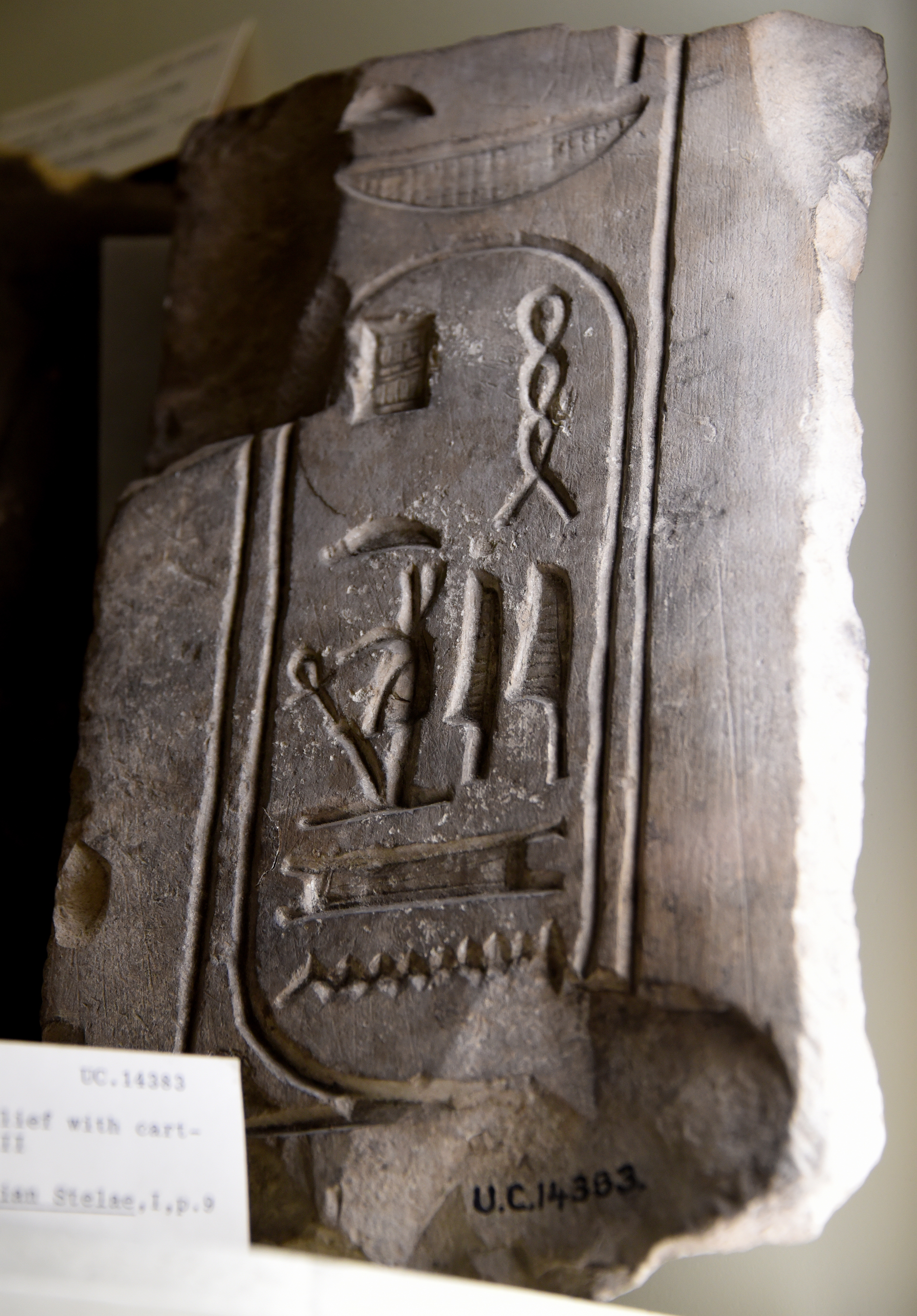
نقش من الحجر الجيري يمثل اسم الميلاد للملك سيتي الأول داخل خرطوش، من الأسرة التاسعة عشرة. متحف بتري للآثار المصرية، لندن.

رقّى سيتي الثاني المستشار باي ليصبح أهم مسؤول في الدولة وبنى ثلاث مقابر كي في 13، كي في 14 وكي في 15 له ولزوجته الكبرى تووسرت ولباي في وادي الملوك. وكان هذا عملًا غير مسبوق من جانبه لباي، الذي كان سوري الأصل ولم يكن على صلة زاوج أو قربى مع العائلة الملكية. واعتلى سيتي الثاني العرش بين 2 بِرت 29 و3 بِرت 6، بينما اعتلى سبتاح (خليفة سيتي الثاني) العرش حوالي آخر 4 آخت إلى مطلع 1 برت 2، أي دام حكم سيتي في العام السادس حوالي 10 أشهر؛ وبذلك، حكم ستي الثاني مصر لخمسة أعوام وعشرة أشهر، أو تقريباً ستة أعوام لحين وفاته.
لم تكن مقبرة سيتي الثاني مكتملة حين وفاته بسبب القصر النسبي لعهده. تولت لاحقًا زوجته توسرت العرش بنفسها بعد وفاة سبتاح، خليفة سيتي الثاني. وحسب شقفة حجرية من وثيقة مكتوبة من مجتمع العمال في دير المدينة، أعلن «كبير الشرطة نخت-مين» خبر وفاة سيتي الثاني للعمال في السنة 6، 1برت 19 من عهد سيتي الثاني. استغرق خبر وفاة سيتي الثاني وقتًا طويلاً للوصول إلى طيبة من العاصمة باي-رعمسيس في مصر السفلى، لذلك كان تاريخ وصول خبر وفاة الملك إلى دير المدينة 1 برت 19. يُحتمل أن سيتي الثاني تُوفي في آواخر 4 آخت أو مطلع 1 برت؛ يقترح اليوم فولفجانج هيلك وآر جي. ديمار تاريخ 1 برت 2 كموعد وفاة سيتي الفعلي، مفترضين أنه قبل موعد دفنه ب 70 يوم. تشير الكتابات المكتوبة في الممر الأول لقبر توسرت كي في 14، أن سيتي الثاني دُفن في قبره كي في 15 في «السنة 1، 3 بِرت، اليوم الحادي عشر» من عهد سبتاح.
كانت أولى أسماء سيتي الثاني الملكية في عامه الأول هي «وسر خبرو رع ستب إن رع» الذي كُتب أعلى نقش مسووي، نائب الملك على النوبة في عهد مرنبتاح على صخرة بارزة في جزيرة بيجة. ولكن، اكتشف أن مدفن ميسوي في المقبرة إس90 في النوبة يحتوي فقط على المواد الجنائزية التي تُسمى مرنبتاح مما يشير إلى أنه:
1. توفي مسووي غالبًا خلال عهد مرنبتاح.
2. قد يكون سيتي الثاني ربط نفسه بمسؤول خدم والده كنائب الملك على كوش. سرعان ما غيّر سيتي الثاني اسمه الملكي ليصبح «أوسر خبرو رع مري آمون»، الذي كان أكثر أسمائه شيوعًا.

توجد برديتان مهمتان من عهد سيتي الثاني. الأولى هي حكاية أخوين، وهي قصة مذهلة للمشاكل داخل الأسرة حول وفاة والدهما، والتي كانت تهدف جزئياً إلى السخرية السياسية من حالة الأخوين غير الشقيقين. والثانية سجلات محاكمة بانيب. نفرحوتب، أحد كبار العاملين في مقبرة دير المدينة، الذي استُبدل ببانب، صهره الذي أتى بمشكلات كثيرة.
وجّه شقيق نفرحوتب -أمناخت- العديد من الجرائم ضد بانب في اتهامات بعبارات شديدة محفوظة ببردية توجد اليوم في المتحف البريطاني. إذا كانت شهادة آمناخت موثوقة، زُعم أن بانب سرق الحجارة من مقبرة سيتي الثاني أثناء إنهائها - لتزيين مقبرته- بالإضافة إلى الاستيلاء على ممتلكات أخرى تابعة للملك أو إتلافها. واتُهم بانيب بمحاولة قتل نفرحوتب، حماه بالتبني، رغم أنه تلقى تعليمه على يديه وبعد اغتيال نفرحوتب على يد «العدو»، زُعم أن بانب رشى الوزير برع‌ إمحاب ليستولي على منصب حميه.
مهما كانت حقيقة هذه الاتهامات، فمن الواضح أن طيبة كانت تمر بأوقات عصيبة جدًا. توجد إشارات في أماكن أخرى إلى «حرب» حدثت خلال هذه السنوات، وربما لم تكن أكثر من اضطرابات وسخط داخليين. اشتكى نفرحوتب من هجمات بانب على الوزير مسه، الذي يُفترض أنه سلف برع إمحاب، وعليه عاقب أمن مسه بانب. رفع صاحب المشاكل هذا شكوى إلى «موس» (أي، «مسي»)، الذي أزال برع إمحاب من منصبه. من الواضح أن «موس» هذا كان شخصًا ذا أهمية قصوى، ربما الملك أمن‌ مسه نفسه أو حليف رئيسي للملك.
وسّع سيتي الثاني أيضًا مناجم النحاس في وادي تيمنا في إدوم، حيث بنى معبدًا مهمًا لحتحور، إلهة البقر في المنطقة. هُجرت تلك المناجم عند انهيار العصر البرونزي، ويبدو أن بدو مدين استخدموا جزءًا من المعبد، وربطوه بعبادة الثعبان البرونزي الذي اكتشف في المنطقة. أنشأ سيتي الثاني محطة للمراكب النهرية أمام باحة العمود الثاني في الكرنك، ومصلّيات ثالوث طيبة –أمون وموط وخونسو.

### كتب
- Darrell D. Baker: The Encyclopedia of the Egyptian Pharaohs. Volume I: Predynastic to the Twentieth Dynasty (3300-1069 BC). Bannerstone Press, London 2008, ISBN 978-1-905299-37-9, S. 414–416.
- إيريك هورنونغ: The New Kingdom. In: Erik Hornung, Rolf Krauss, David A. Warburton (Hrsg.): Ancient Egyptian Chronology (= Handbook of Oriental studies. Section One. The Near and Middle East. Band 83). Brill, Leiden/Boston 2006, ISBN 978-90-04-11385-5, S. 197–217 (Online).
- Ahmed el-Sawi : A Limestone Statue of Sety II, from Jwn – (Heliopolis). In: Mitteilungen des Deutschen Archäologischen Instituts, Abteilung Kairo. (MDAIK). Bd. 46, 1990, ISSN 0342-1279, S. 337–340.
- Hermann A. Schlögl: Das Alte Ägypten. Geschichte und Kultur von der Frühzeit bis zu Kleopatra. Beck, München 2006, ISBN 3-406-54988-8.
- Thomas Schneider: Lexikon der Pharaonen. Albatros, Düsseldorf 2002, ISBN 3-491-96053-3, S. 272-273.

## اقرأ أيضا
- توسرت
- ست ناختي
- مقبرة 14
- مقبرة 10